# 陆家嘴金融贸易区

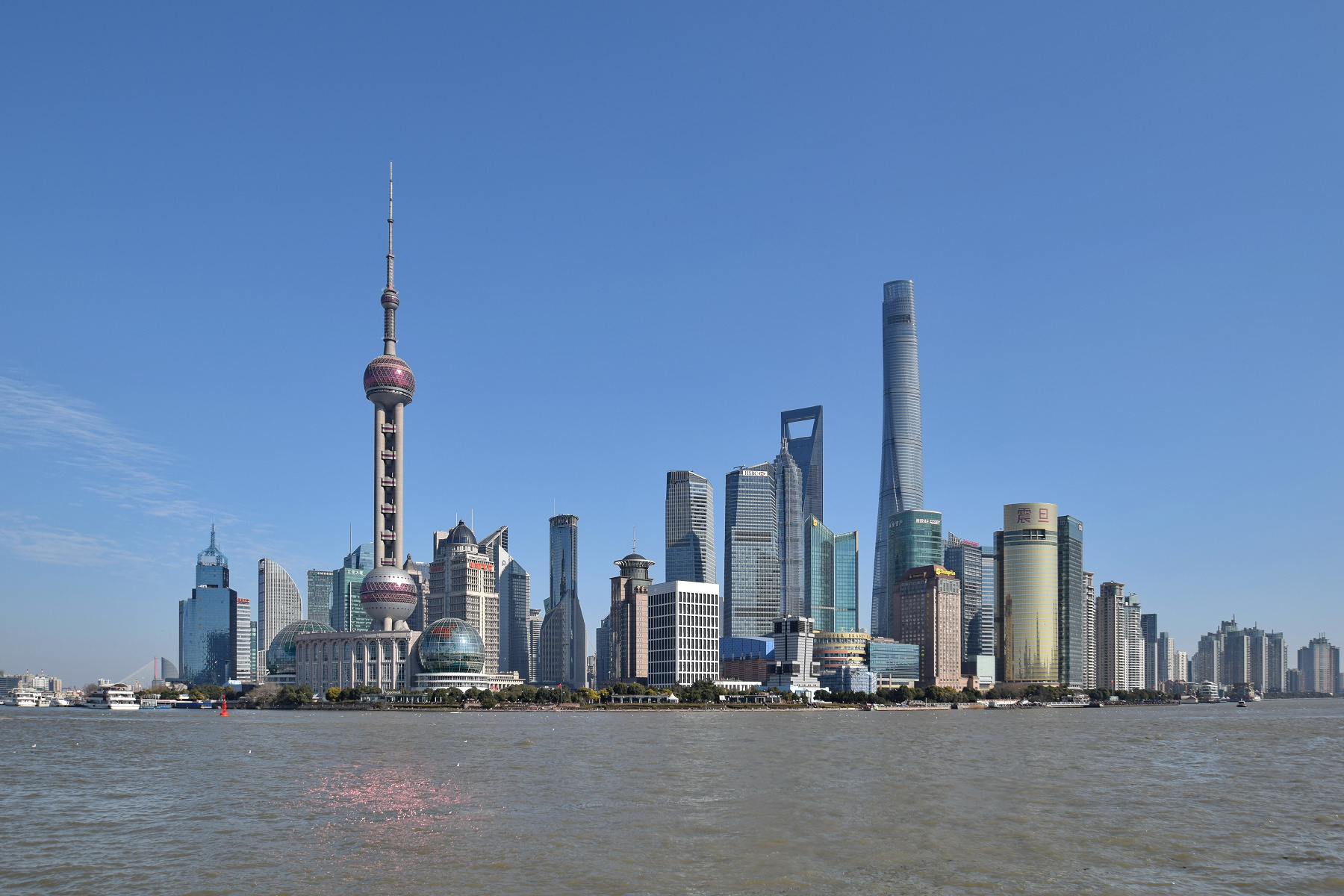
陸家嘴金融貿易區

陆家嘴金融贸易区，是中国上海主要的金融中心區之一，位于浦东新区黃浦江畔，与西岸的外灘金融创新试验区相对，被喻為「中國版的華爾街」。东至罗山路，南至龙阳路，西、北濒临黄浦江。整個金融貿易區總面積共有31.78平方千米，其中陆家嘴中心区（东至浦东南路，南至东昌路，西、北濒临黄浦江），亦称小陆家嘴，面积达1.7平方千米，是中国唯一以金融、保险和证券及商贸为主要产业的国家级开发区。
1990年，中华人民共和国国务院宣布開發开放浦東，並在陆家嘴成立了全中國第一個國家級的金融開發區。陆家嘴也因此吸引了众多国内外的企业入驻。截至2011年9月底，区域内共有六百二十六家中外资金融机构、跨国公司地区总部七十一家。其中交通银行就将全国总部设立于此。上海银行与上海农商银行的总部也位于陆家嘴。同时，区内共有十八家外资银行法人行，如匯豐銀行、花旗银行、渣打银行、东亚银行、星展银行等。上海證券交易所、上海期货交易所、中国金融期货交易所和中国大陆唯一的钻石进出口交易所上海钻石交易所也都位于陆家嘴金融贸易区内。
陆家嘴是一个摩天大楼集聚地，多幢上海地标式建筑都坐落于此，譬如目前全球第三高的上海中心，還有上海环球金融中心、东方明珠广播电视塔和金茂大厦等。这里的高楼群与对岸外滩的历史建筑群形成了浦江两岸独特的风景线，令陆家嘴成为了上海旅客其中一個熱門的游覽地点。其中全長二點五公里滨江大道，便是遙望黃浦江對岸的外灘歷史建築的著名景点。區内的旅游景点还有陆家嘴中心绿地与上海海洋水族馆等。
负责陆家嘴金融贸易区开发和管理的机构是上海陆家嘴金融贸易区管委会（加挂中国（上海）自由贸易试验区管理委员会陆家嘴管理局、上海陆家嘴金融城发展局牌子），此区域也是中国（上海）自由贸易试验区的主要片区之一。

## 歷史

### 名字由来

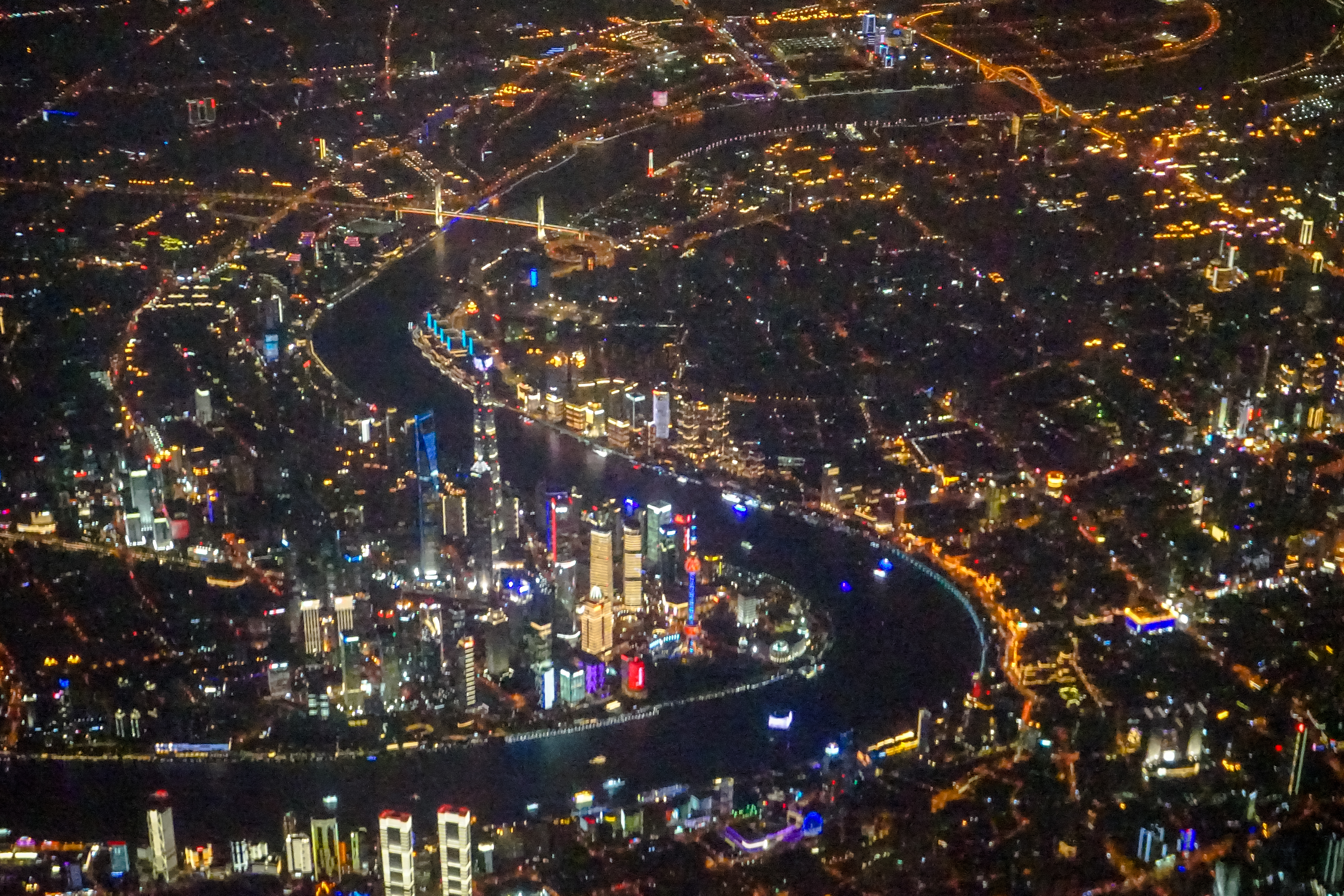
从飞机上拍摄的陆家嘴夜景

据上海地方志记载，迤逦而来的黄浦江在这里拐了一个近九十度的大弯，留下了一片突出的冲积滩地，从浦江之西向对岸眺望，这一块滩地犹如一只巨大的金角兽伸出脑袋张开嘴巴在这里饮水。在这一块滩地上，由于明朝的大文学家陆深和他的夫人梅氏的旧居，以及陆氏的祖茔都建在此，因此称之为陆家嘴。

### 明清兩代
明永乐年间，黄浦江水系形成，江水自南向北与吴淞江相汇后，折向东流，东岸形成一块嘴状的冲积沙滩。明代翰林院学士陆深，生卒于此，故称这块滩地叫陆家嘴。境内河流纵横，主要有高巷浜、谢家浜、东洋泾浜、陆家嘴港等。明末清初，境内西南和中部有散居渔民，后来形成彭家宅。清乾隆年间，为防汛和抵御咸潮筑有护塘，塘外为荒滩，塘内有护塘沟，江苏等地船民来此定居，逐渐形成杨家毛、喻家门、花园石桥、冶坊桥等自然村宅。清嘉庆年间形成王家门小村落。清道光年间又形成张家堰、吴家弄、姜家弄等自然村落。

### 近代

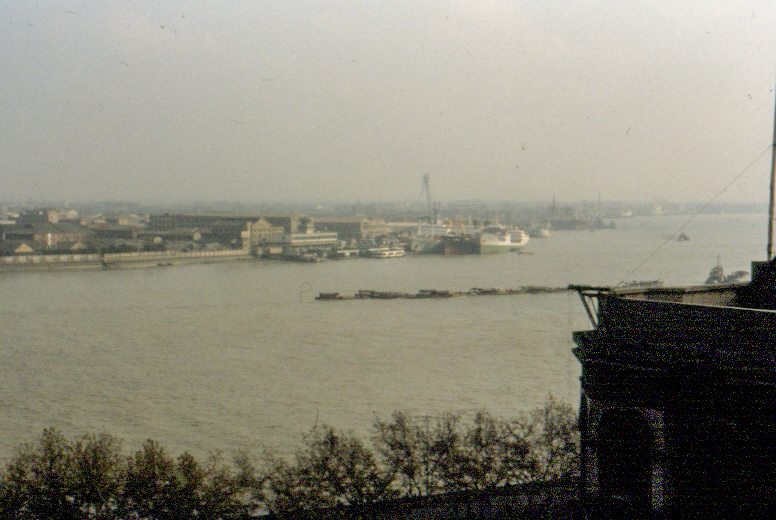
1980年的陆家嘴

清同治元年（1862年）后，英、美、法、日、德等国，在境内先后辟建仓库、码头、堆栈、工厂。同治十年，清政府建立轮船招商局，并在烂泥渡建北码头，在陆家嘴设立南栈房。英商在烂泥渡建太沽栈。在陆家渡有法商永兴栈，德商瑞记洋行火油池等。陆家嘴沿江先后建起英商祥生铁厂、日商黄浦造船所、日华纱厂、英商茂生纱厂、英美烟厂等。民族工商业也在此兴办天章造纸厂、荧昌火柴厂、鸿翔兴船舶修造厂等。烂泥渡地区商业渐趋繁荣，大宗家用器具、砖瓦竹木等建筑材料，各类土特产等均以此为集散地，逐渐形成商业街。抗战期间，境内商业由烂泥渡路和陆家嘴路，逐渐移向东昌路。境内自南向北，设有陆家渡、烂泥渡、游龙路、隆茂栈、春江、坟山、小南洋、泰同栈等八个舢版对江渡。现大部渡口被工厂、仓库等所占，仅存东昌路、泰同栈、陆家嘴三个轮渡站。上海解放後，东昌路成为浦东地区最繁荣的一条商业街。有百年老店松盛油酱店、大鸿运酒楼、东方羊肉面店、德兴馆等名特商店，其他各类商店，一应齐全。新辟东宁路与陆家嘴集市贸易市场。
在陆家嘴地区，存在着多个宗教。其中佛教的历史比较悠久，自宋朝开始传入并盛于明清。天主教则由明代开始传入，鸦片战争后到民国前期有较大发展。基督新教传入略晚，于清代后期传入，民国期间有发展。

### 当代
1990年，浦东开发开放，国务院批准成立陆家嘴金融贸易区。同年，上海证券交易所成立。之后随着改革开放和浦东开发的深入，陆家嘴地区已经发展成为了上海的象征之一，也是上海乃至全中国的金融核心区域之一。上海诸多摩天大楼与地标，例如東方明珠電視塔、上海环球金融中心、金茂大厦、上海中心大厦等建筑也悉数落成于此。
2015年3月1日，陆家嘴金融贸易区已正式纳入上海自贸区范围。

## 经济发展

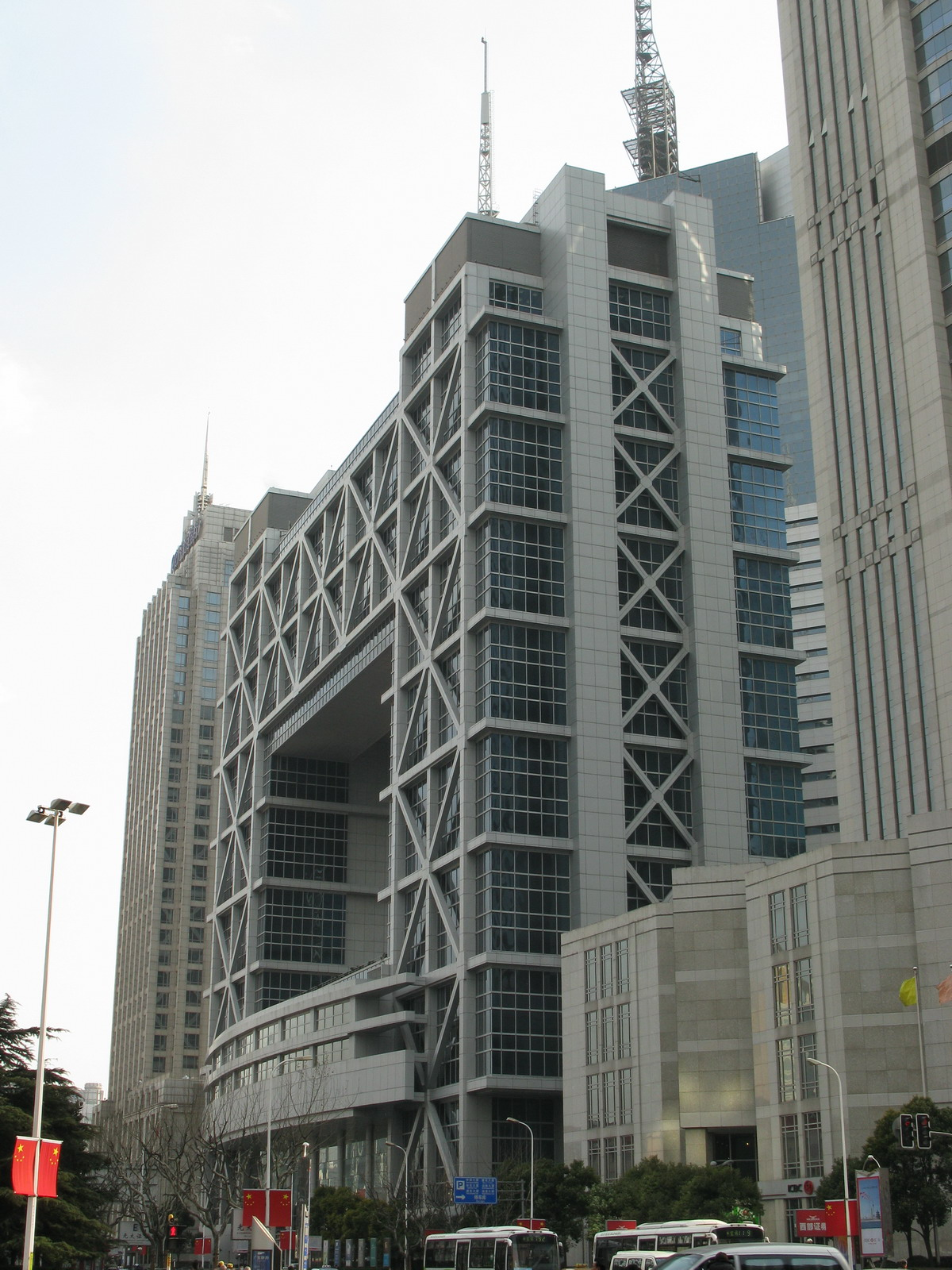
上海證券交易所

### 总部效应

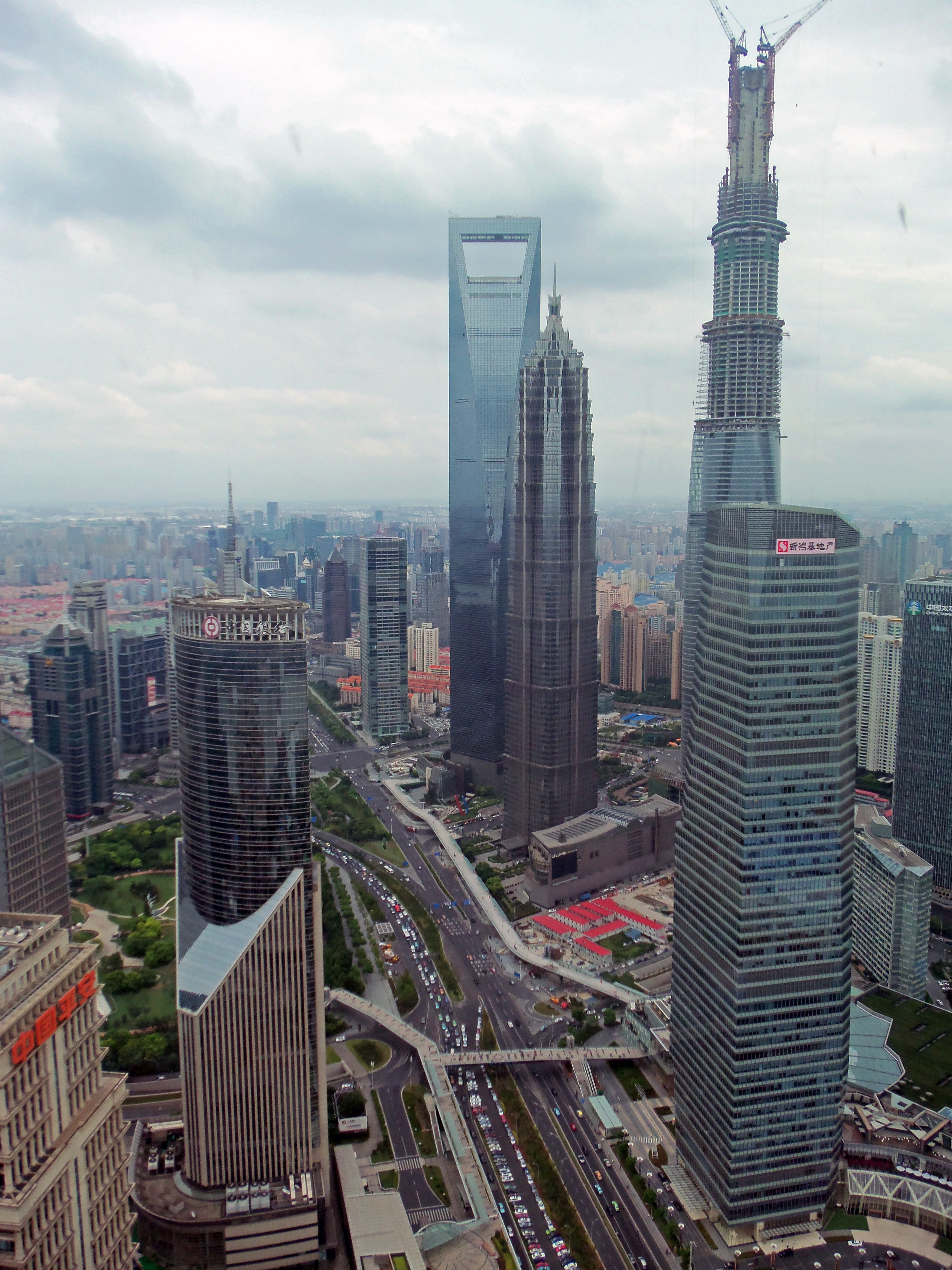
上海环球金融中心、金茂大厦、上海国际金融中心

陆家嘴金融贸易区自成立后，大量中外机构便开始进驻，其中有许多将地区性乃至全球性的总部设立在了这里。陆家嘴从而成为了一个公司总部集聚区。截至二零一一年九月底，区域内共有跨国公司地区总部71家。截至二零一二年十月，陆家嘴有持牌类金融机构六百五十八家，包括外资金融机构已达五十五家，其中二十四家外资银行运营人民币业务。而股权投资及创业投资公司数目也已达二百六十五家。匯豐銀行、花旗银行、渣打银行、东亚银行、星展银行、恒生銀行、三菱东京日联银行等外资银行的中国总部就设立在陆家嘴。除了金融机构外，IBM的全球新兴市场总部也设立在陆家嘴。
在国内机构及企业中，中国人民银行上海总部是位于陆家嘴。交通银行、上海银行与上海农商银行的总部也位于陆家嘴。在保险领域，中国太平洋保险、中宏人寿保险有限公司把全国总部设立在了陆家嘴。至二零一三年十月，已有两家银行在陆家嘴设立了「第二总部」，分别为中国银行和中国建设银行。该类总部是属于总行的一个派出机构，一个区别于信贷业务而是面向金融市场业务的管理总部。此外，中国农业银行也已将与金融有关的八个部门总部移至陆家嘴的浦江双辉大廈。在制造业企业中，大飞机生产商中国商飞公司总部也于二零零九年年入驻陆家嘴。
全国主要交易市场——上海證券交易所、上海期货交易所、中国金融期货交易所和上海钻石交易所也都位于陆家嘴金融贸易区内。

### 商业
陆家嘴金融贸易区内有众多大型购物中心，譬如在中心区域内的正大广场以及上海国金中心。在大陆家嘴区域内的新上海商业城已经成为了上海的六大市级商圈之一，包括华润时代广场、上海第一八佰伴、新梅大厦、中融国际商城等多个购物广场。

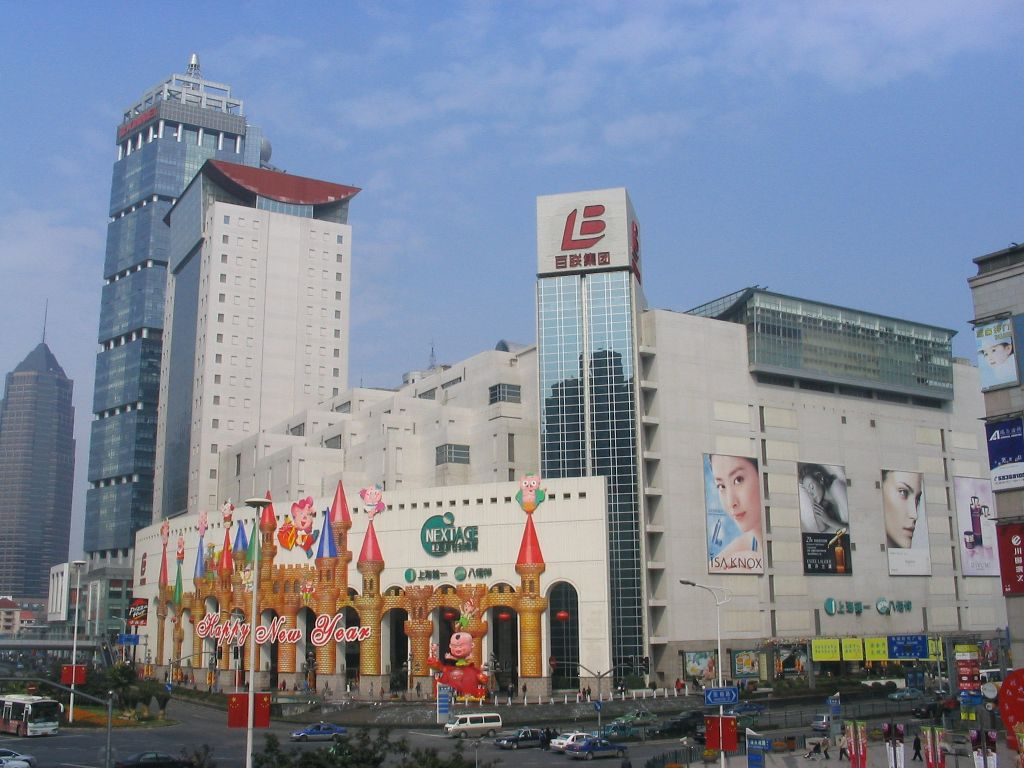
上海第一八佰伴

## 建築

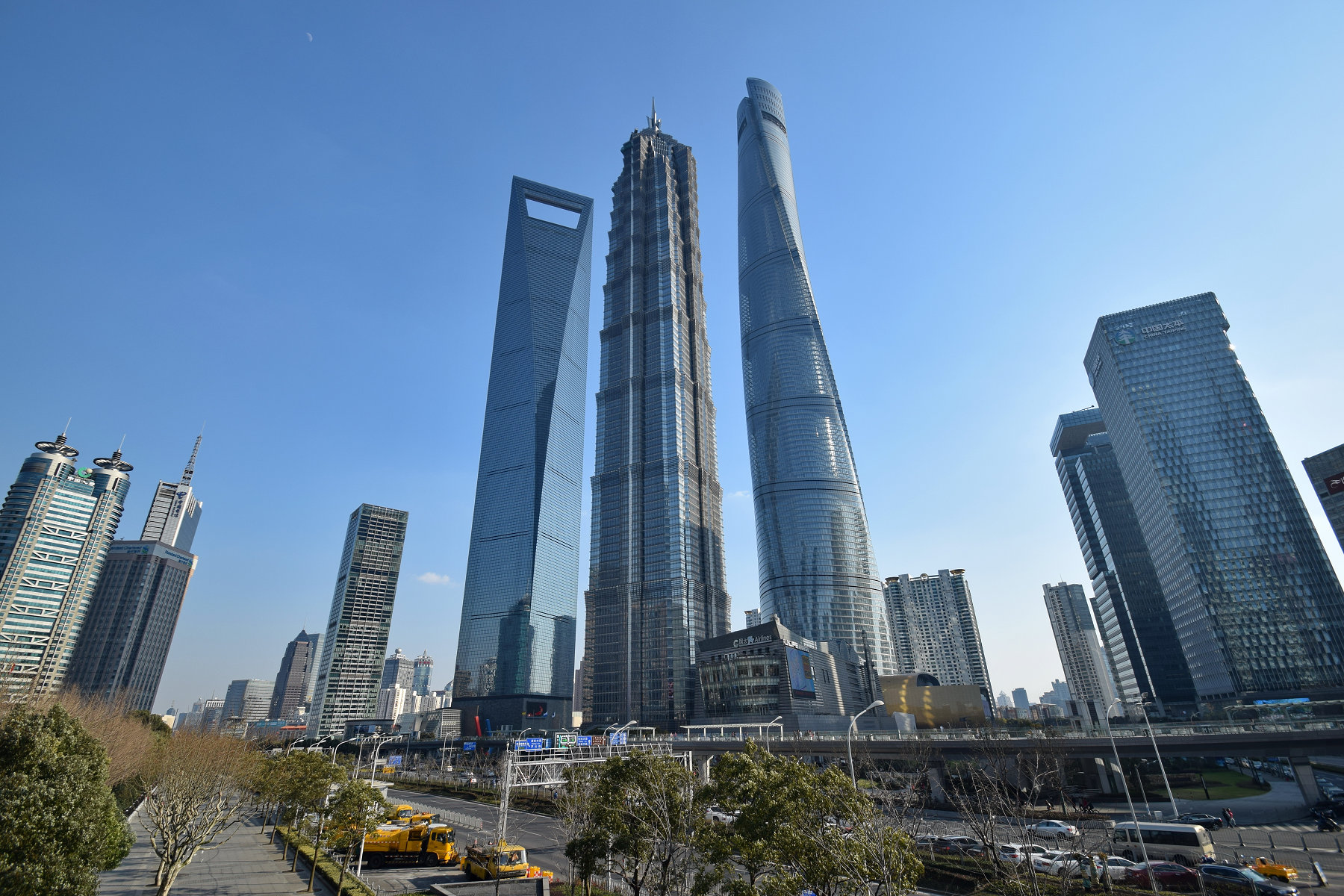
金茂大厦、上海环球金融中心及上海中心大厦

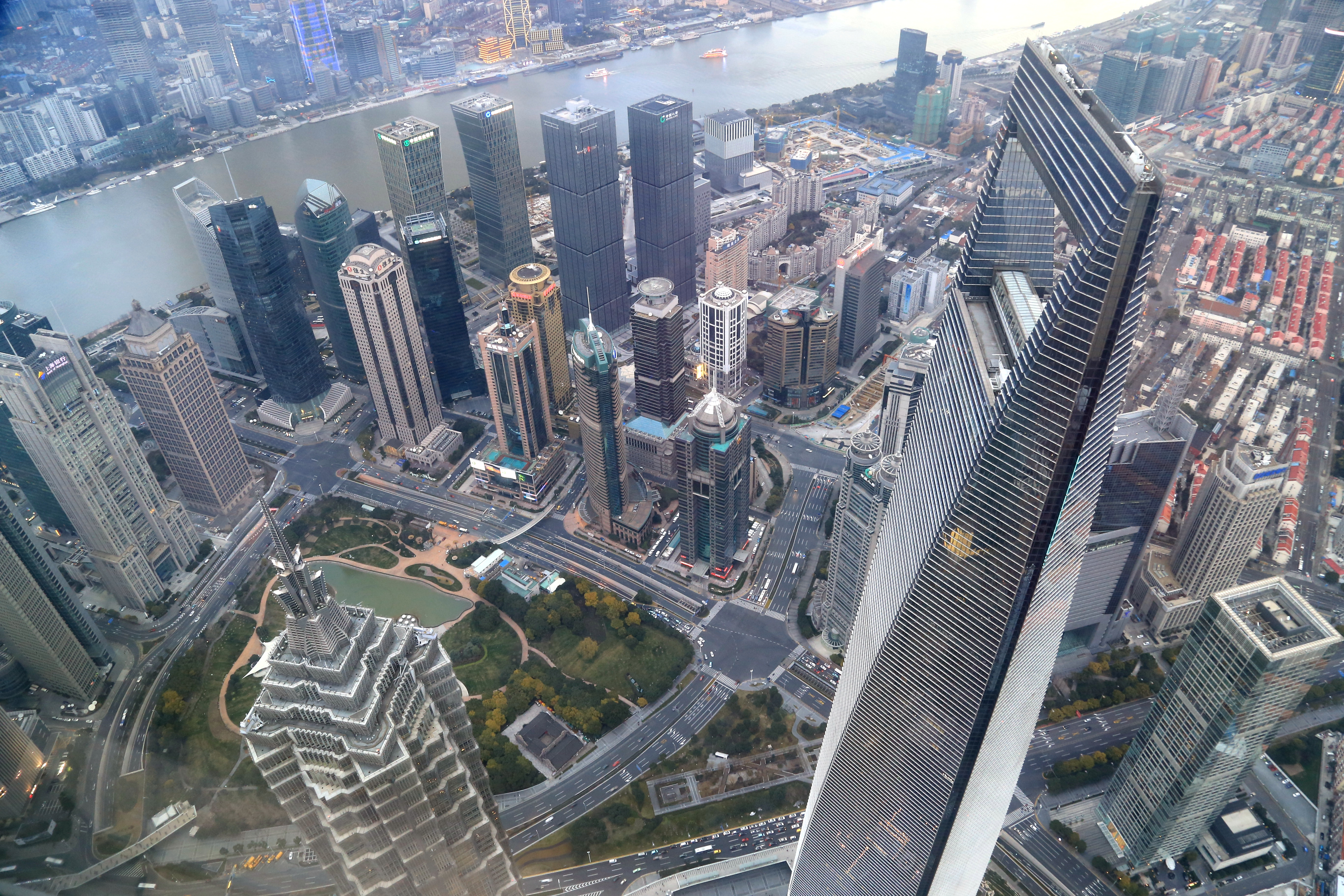
从上海中心大厦俯视陆家嘴

陸家嘴的建築物包括東方明珠電視塔，全球第二高的上海中心大厦、有八十八層高的金茂大厦，及上海環球金融中心。而上海證券交易所及其所在的上海證券大厦亦建於陸家嘴，交易所設有三千二百一十六個交易席位，是全亞洲最大的交易大廳。此外，陆家嘴还有两处双子楼，即上海国金中心和浦江双辉大廈，及展会场所——上海国际会议中心。
此外，在各幢风格迥异的现代摩天大楼中，陆家嘴同样伫立着一栋灰墙黑瓦、古色古香的建筑，紧邻陆家嘴中心绿地。那就是陈桂春住宅又名颖川小筑。这栋两层楼的中国式古宅是原上海商人陈桂春的府邸，现在是吴昌硕纪念馆。

### 小陸家嘴地區建築物列表
商业办公楼
| - 上海中心大厦 - 上海招商局大厦 - 上海期货大厦 - 恒生銀行大廈 - 中国保险大廈 - 国家开发银行大厦 - 上海中银大厦 - 交銀金融大廈 - 世界金融大廈 - 震旦国际大楼 - 中国金融信息大厦 | - 上海环球金融中心 - 上海银行大厦 - 东亚银行金融大厦 - 上海浦发大厦 - 花旗集团大廈 - 渣打银行大厦 - 时代金融中心 - 未来资产大廈 - 上海太平金融大廈 - 招商银行上海大厦 |

| 酒店 - 金茂君悦大酒店 - 上海浦东香格里拉大酒店 - 锦江汤臣洲际大酒店 - 上海浦东丽思卡尔顿酒店 - 上海柏悦酒店 - 上海浦东四季酒店 - 上海凯宾斯基大酒店 - 上海浦东文华东方酒店 | 商场 - 正大广场 - 上海國際金融中心 住宅 - 湯臣一品 - 中粮海景壹号 - 盛大金磐花园 |

### 小陸家嘴地區最高建築物
| 地址            | 大樓名稱           | 圖片 | 樓高(米) | 樓層  | 竣工年份 |
| --------------- | ------------------ | ---- | -------- | ----- | -------- |
| 银城中路501号   | 上海中心           |      | 632      | 121層 | 2016年   |
| 世纪大道100號   | 上海环球金融中心   |      | 492      | 101層 | 2008年   |
| 世纪大道1号     | 东方明珠广播电视塔 |      | 467.9    | 14層  | 1994年   |
| 世纪大道88号    | 金茂大廈           |      | 421      | 93層  | 1998年   |
| 银城中路68号    | 時代金融中心       |      | 269      | 53層  | 2008年   |
| 银城中路188号   | 交銀金融大廈       |      | 265      | 52層  | 2002年   |
| 世纪大道8号     | 上海國金中心北樓   |      | 260      | 56層  | 2010年   |
| 银城中路168号   | 上海銀行大廈       |      | 252      | 46層  | 2005年   |
| 世纪大道8号     | 上海國金中心南樓   |      | 250      | 58層  | 2009年   |
| 银城中路200号   | 上海中銀大廈       |      | 226      | 53層  | 2000年   |
| 陆家嘴环路900號 | 世界金融大廈       |      | 212      | 43層  | 2000年   |

## 交通
陆家嘴金融贸易区内交通发达。上海的轨道交通、公交以及往来浦江两岸的隧桥以及轮渡线路有不少都位于区内。

### 公共交通

#### 轨道交通

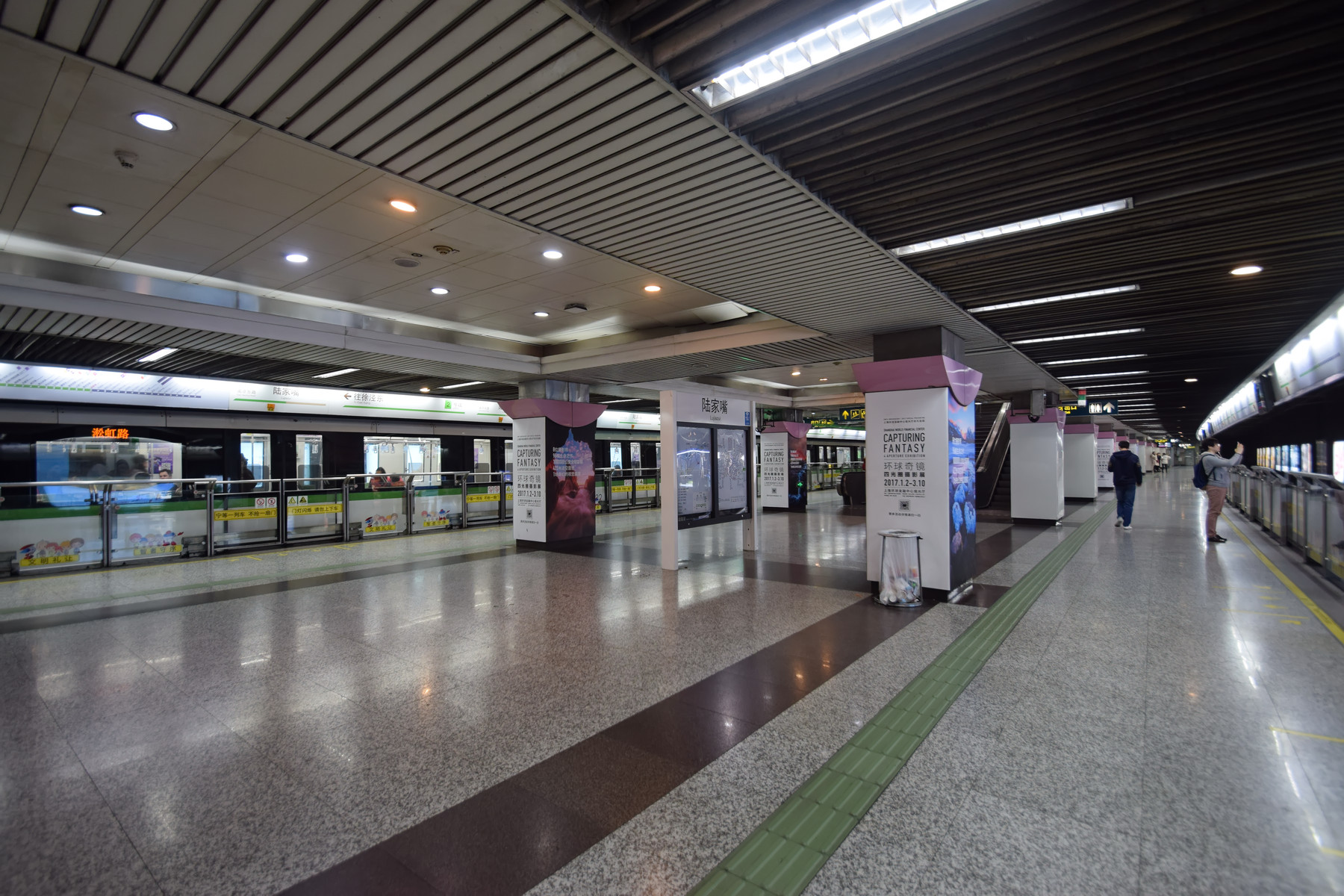
上海地铁陆家嘴站

目前上海地铁有五条线贯穿区内，分别为2号线、4号线、6号线、9号线和14号线。规划中的19号线也将通过陆家嘴。位于区内的世纪大道站是一座四线换乘站，与区内的陆家嘴站一同是上海最繁忙的地铁站之一。

#### 公交
陆家嘴目前有4条陆家嘴金融城线路和1条陆家嘴旅游环线公交车，专门负责陆家嘴金融城的公交运营。2013年12月25日，杨高公交1083路公交车开通。该路公交车将沿江行驶，统一票价为1元。

#### 轮渡

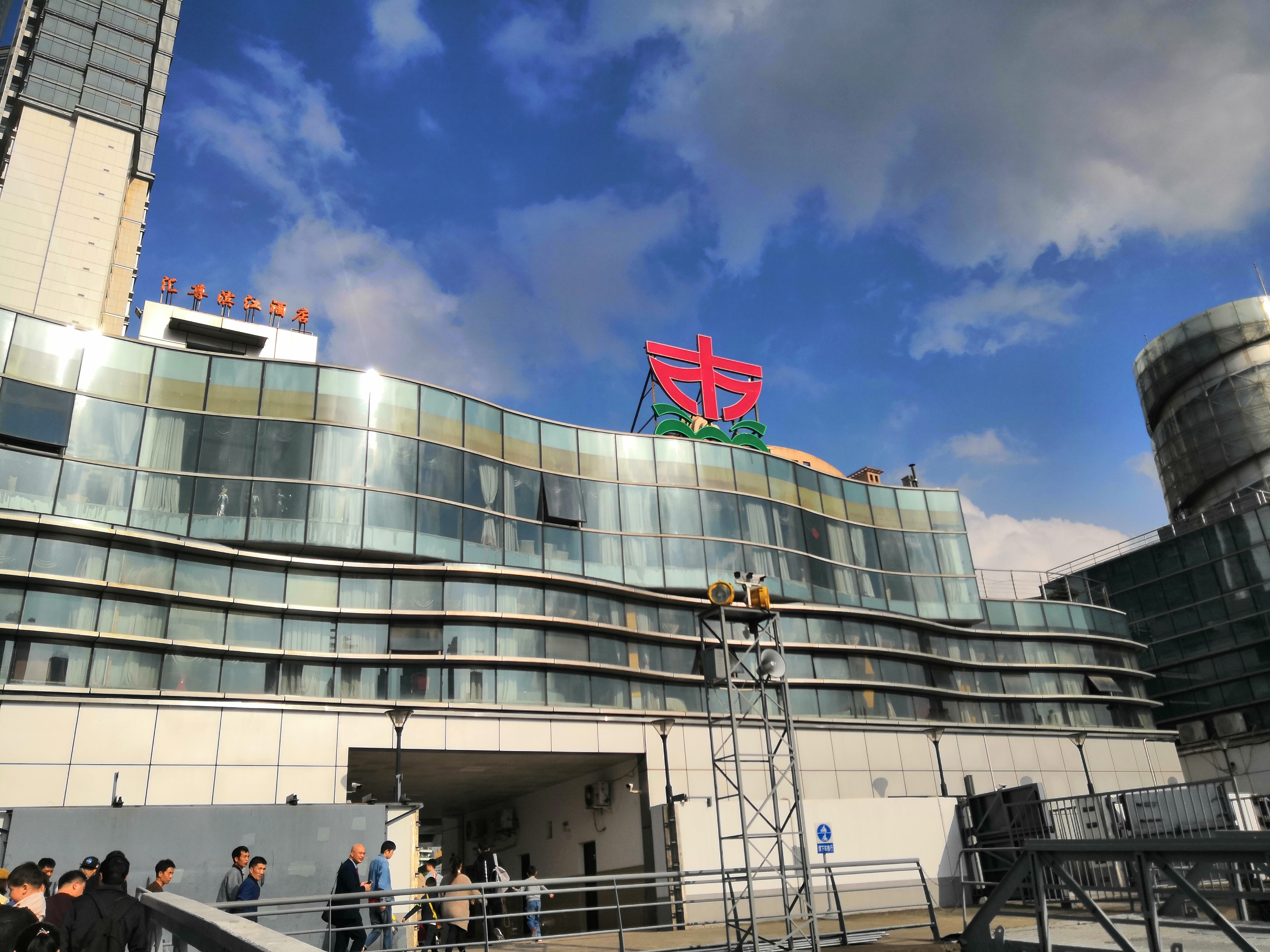
东昌路轮渡

在陆家嘴中心区，有两个轮渡站——东昌路轮渡和泰东路轮渡，分别由东复线轮渡、东金线轮渡和泰公线轮渡运营。其它还有塘董线、杨复线、民丹线、其秦线和歇宁线轮渡。

### 道路隧桥

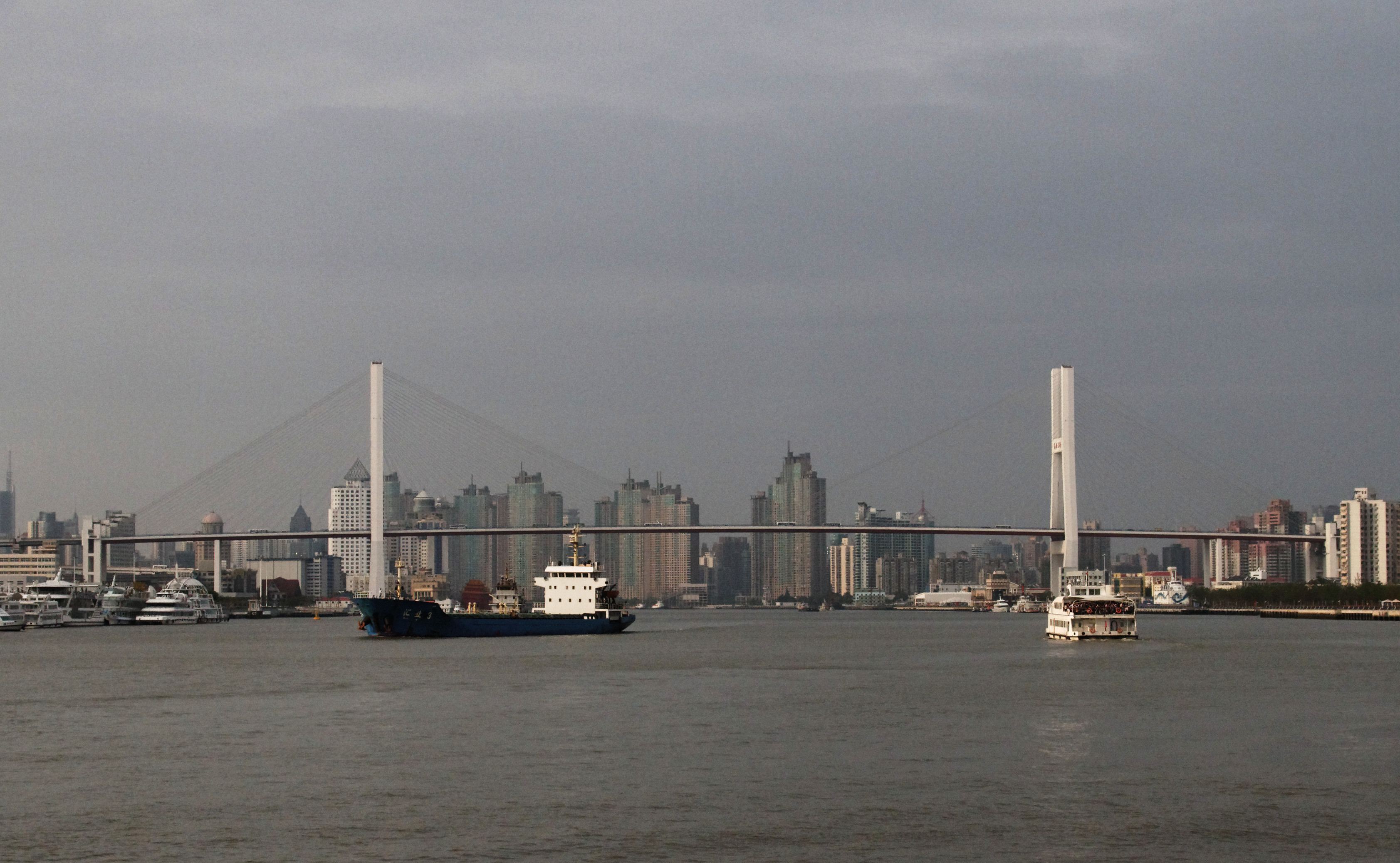
南浦大桥

连接陆家嘴与浦西的有多条隧道及大桥。在陆家嘴中心区域内，有人民路隧道连接浦西的人民路和新建路隧道。其它还有建成时为中国第一条双管双层越江隧道的復興東路隧道、延安東路隧道、大连路隧道。从北面连接浦西的杨浦大桥和从西面连接的南浦大桥都是上海内环线的一部分。值得注意的是，连接两岸的还有一条特殊的隧道，即上海外滩观光隧道。其全长六百四十六點七米，专为游客观光使用。在陆家嘴也有许多上海的主干道，如世纪大道、浦东大道、罗山路、龙阳路、浦东南路、张杨路、东方路、杨高中路和杨高南路等。

## 圖集

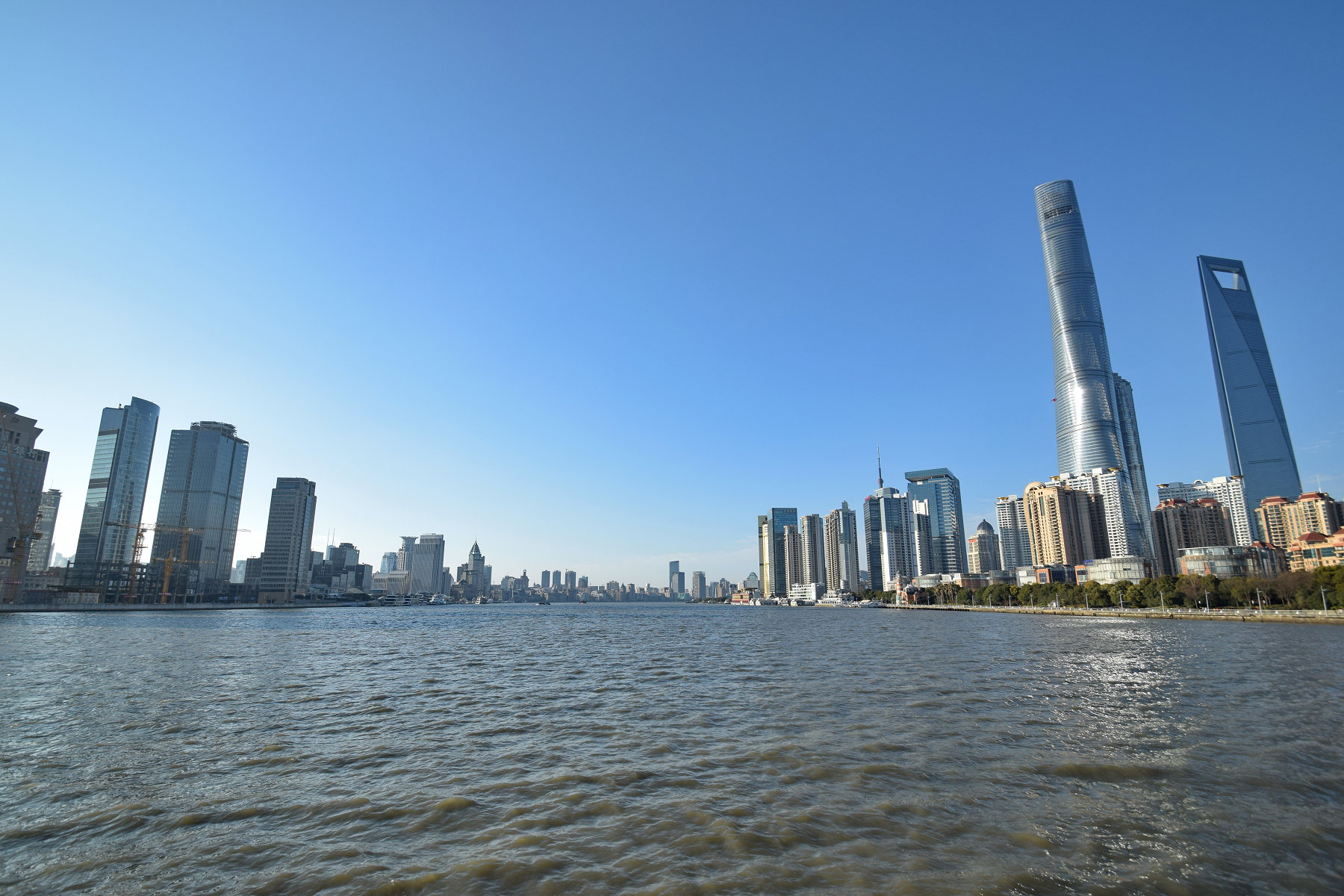
黄浦江與江邊建築物
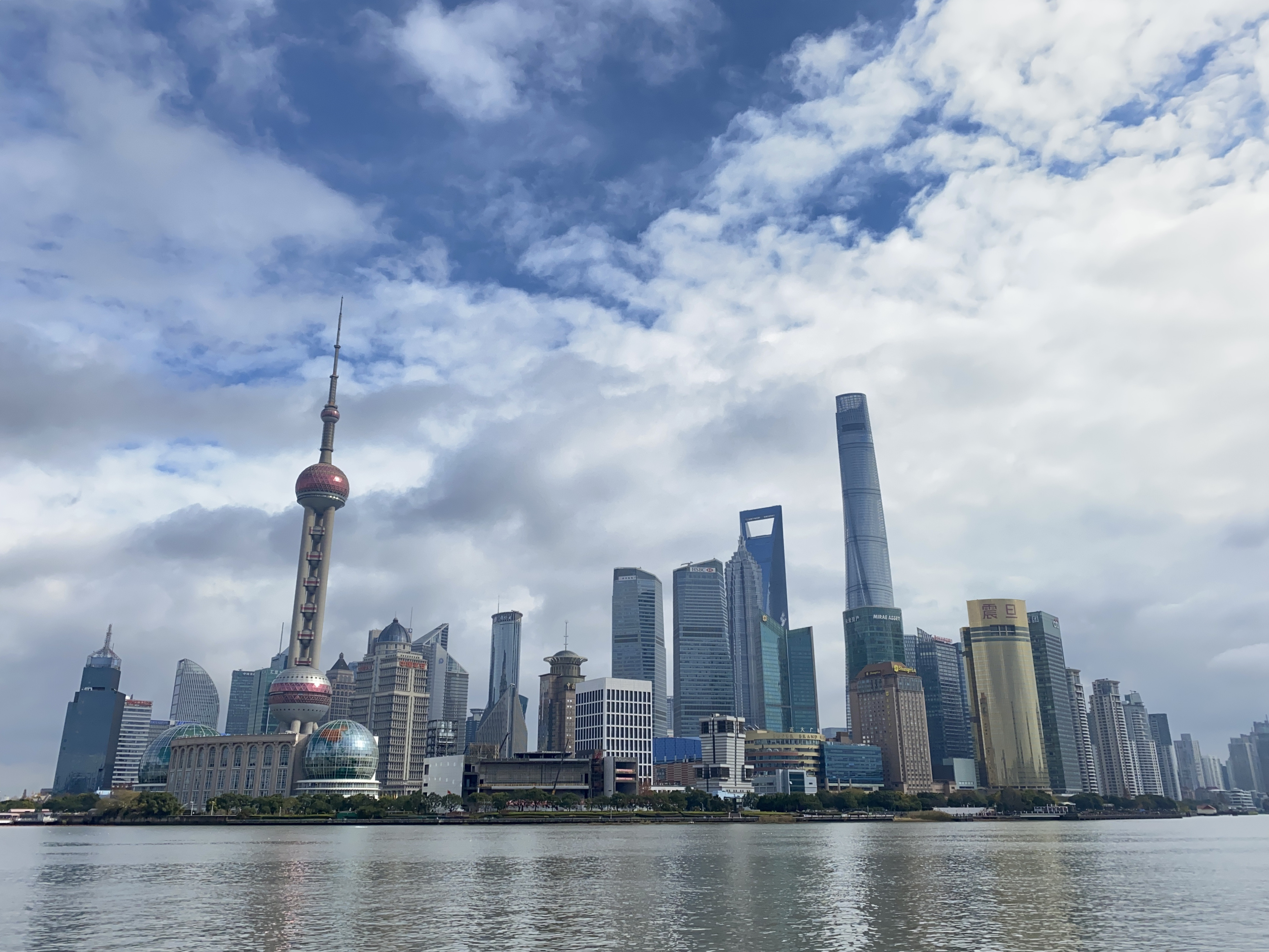
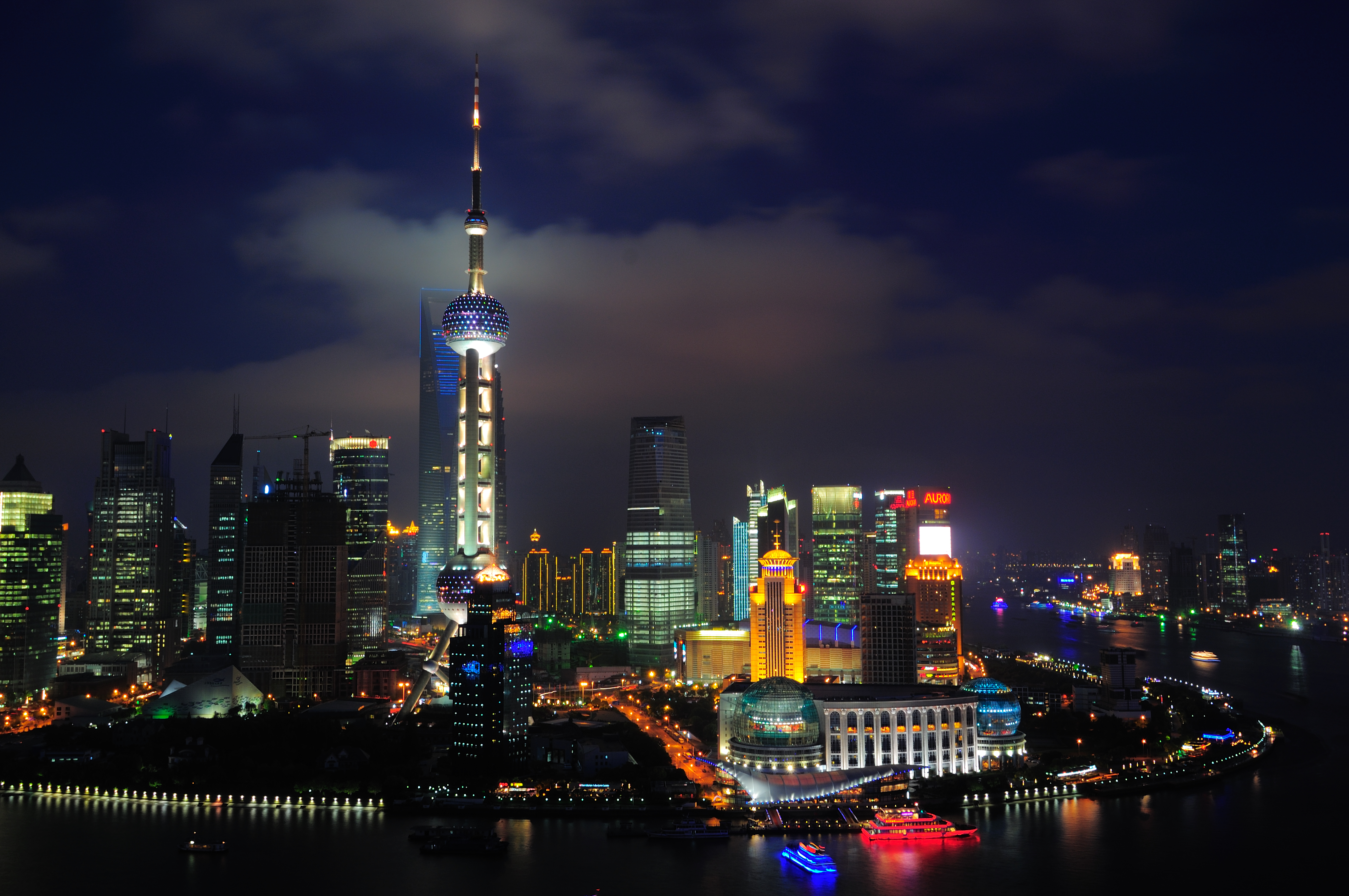
陆家嘴的夜晚
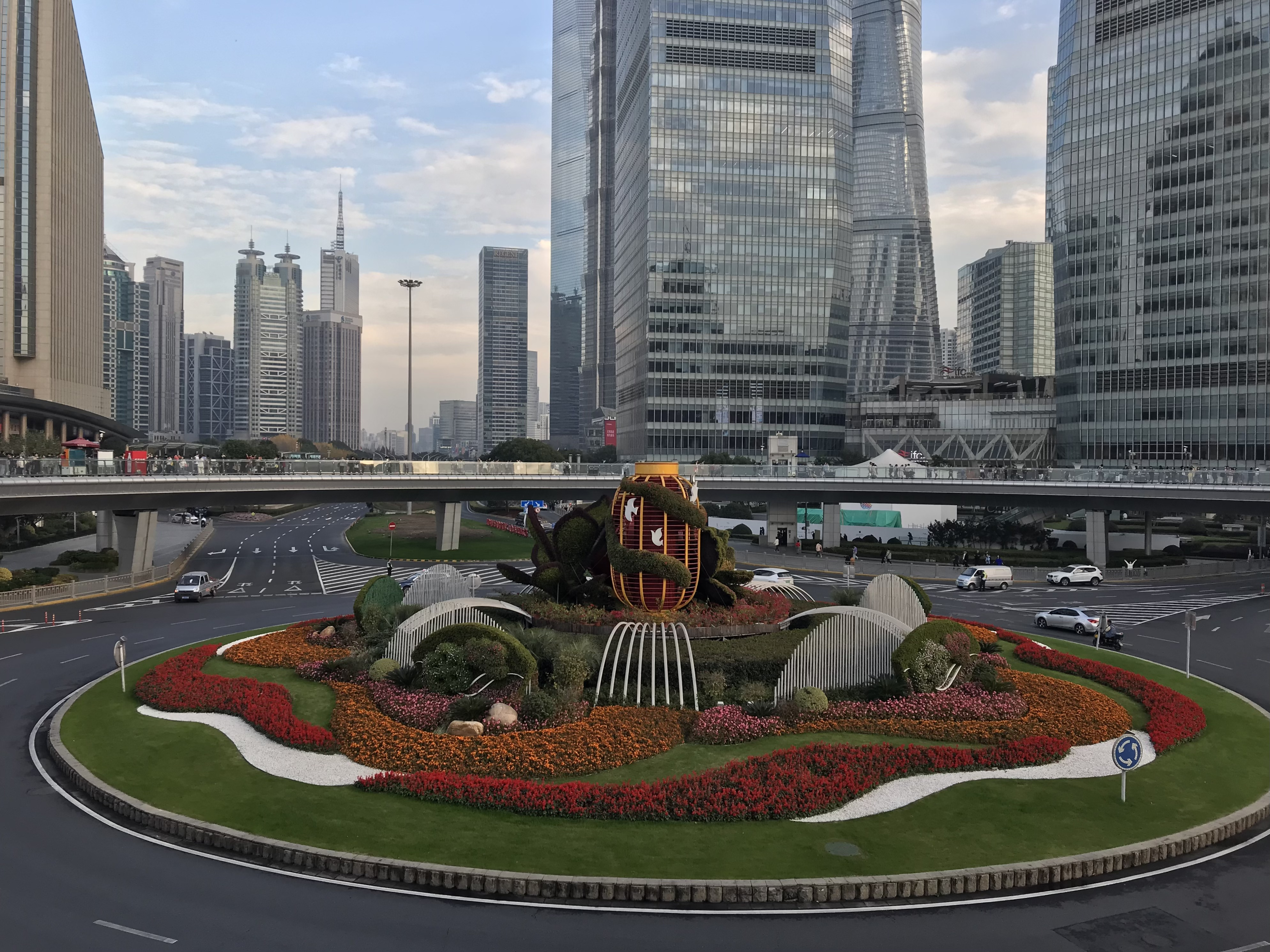
陆家嘴环岛（2023年12月）
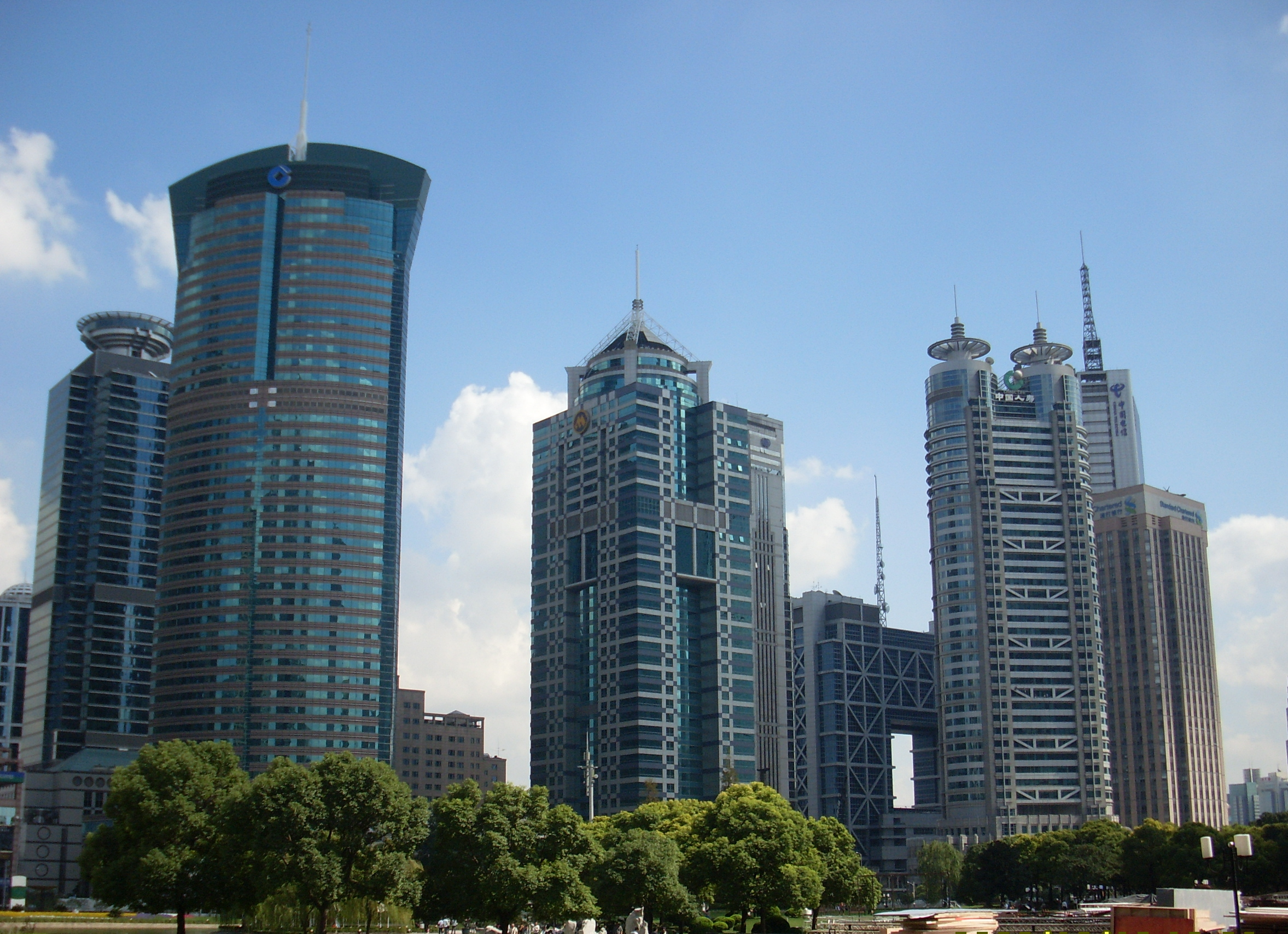
陆家嘴金融贸易区
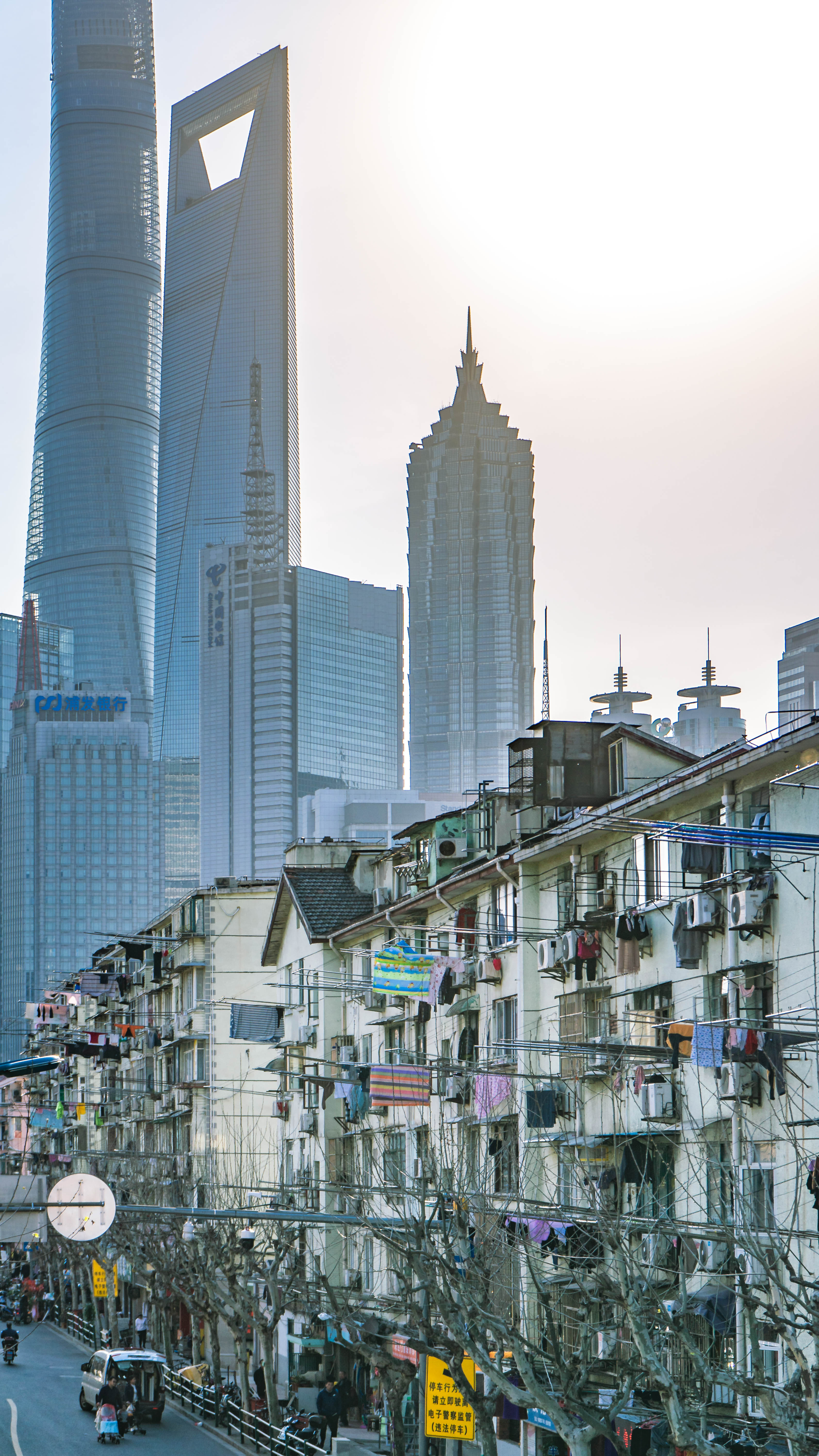
从浦东新区向黄浦区方向望去的陆家嘴
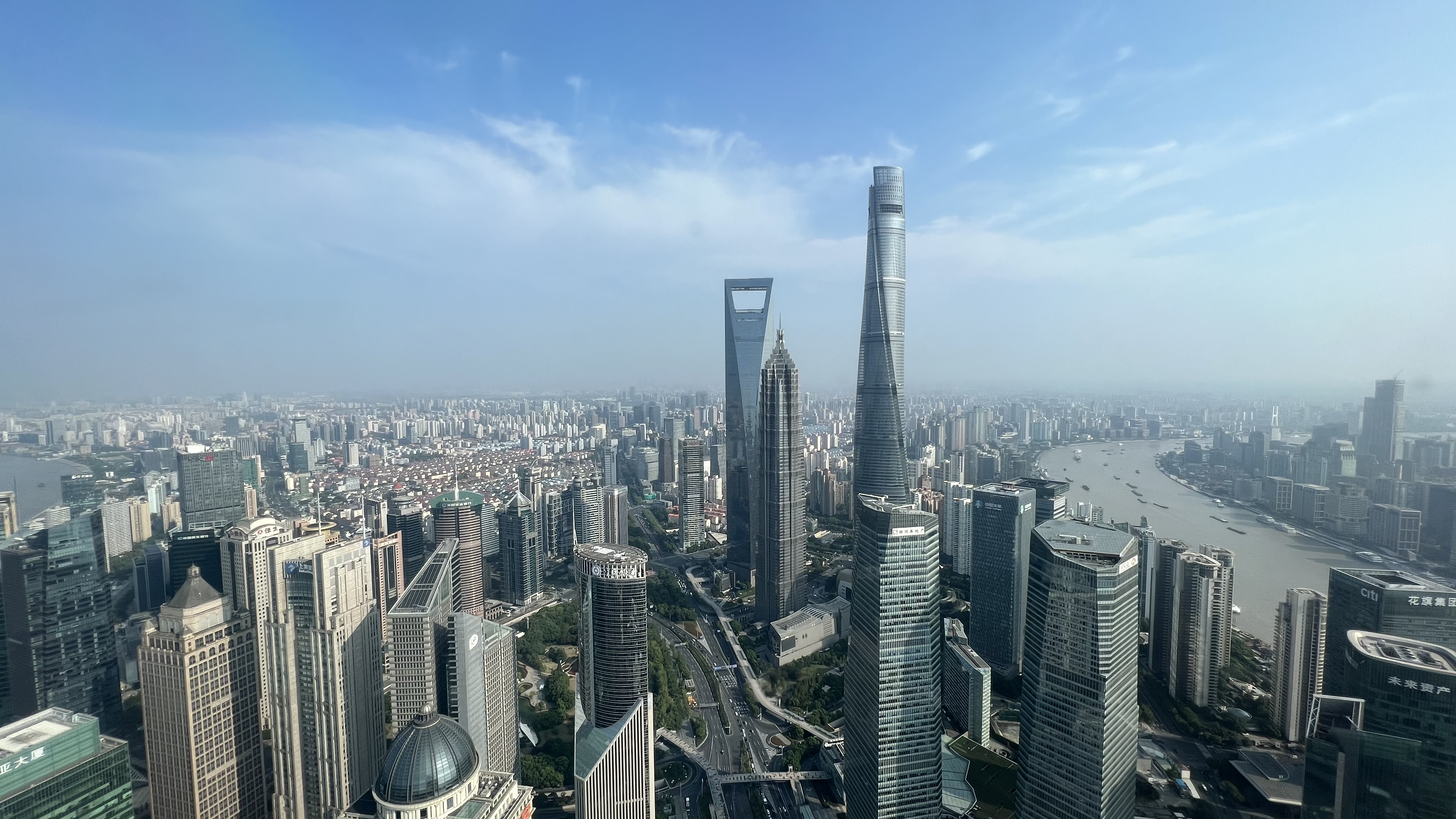
从东方明珠看陆家嘴金融贸易区